# ولی‌الله فرزانه
ولی‌الله فرزانه سیاستمدار ایرانی متولد شهر محمودآباد استان مازندران است.
وی موفق شد در یازدهمین انتخابات مجلس شورای اسلامی که در تاریخ ۲ اسفند ۱۳۹۸ برگزار شد، با کسب ۳۵ هزار و ۳۴۷ رای از مجموع ۹۶ هزار و ۹۵۹ رای، از حوزه انتخابیه نور و محمودآباد از استان مازندران انتخاب گردد و به مجلس راه یابد.